# Olympische Geschichte Sierra Leones
| Gelbes Symbol für Goldmedaillen mit stilisierten Olympischen Ringen | Graues Symbol für Silbermedaillen mit stilisierten Olympischen Ringen | Braundes Symbol für Bronzemedaillen mit stilisierten Olympischen Ringen |
| ------------------------------------------------------------------- | --------------------------------------------------------------------- | ----------------------------------------------------------------------- |
| —                                                                   | —                                                                     | —                                                                       |

Sierra Leone, dessen NOK, das National Olympic Committee of Sierra Leone, 1964 gegründet und im selben Jahr vom IOC anerkannt wurde, nahm erstmals 1968 an Olympischen Sommerspielen teil. 1972 verzichtete man auf eine Teilnahme, 1976 schloss man sich dem Boykott der Spiele von Montreal an. Zu Winterspielen wurden bislang keine Athleten geschickt. Es gab bislang keine Medaillengewinner.

## Übersicht

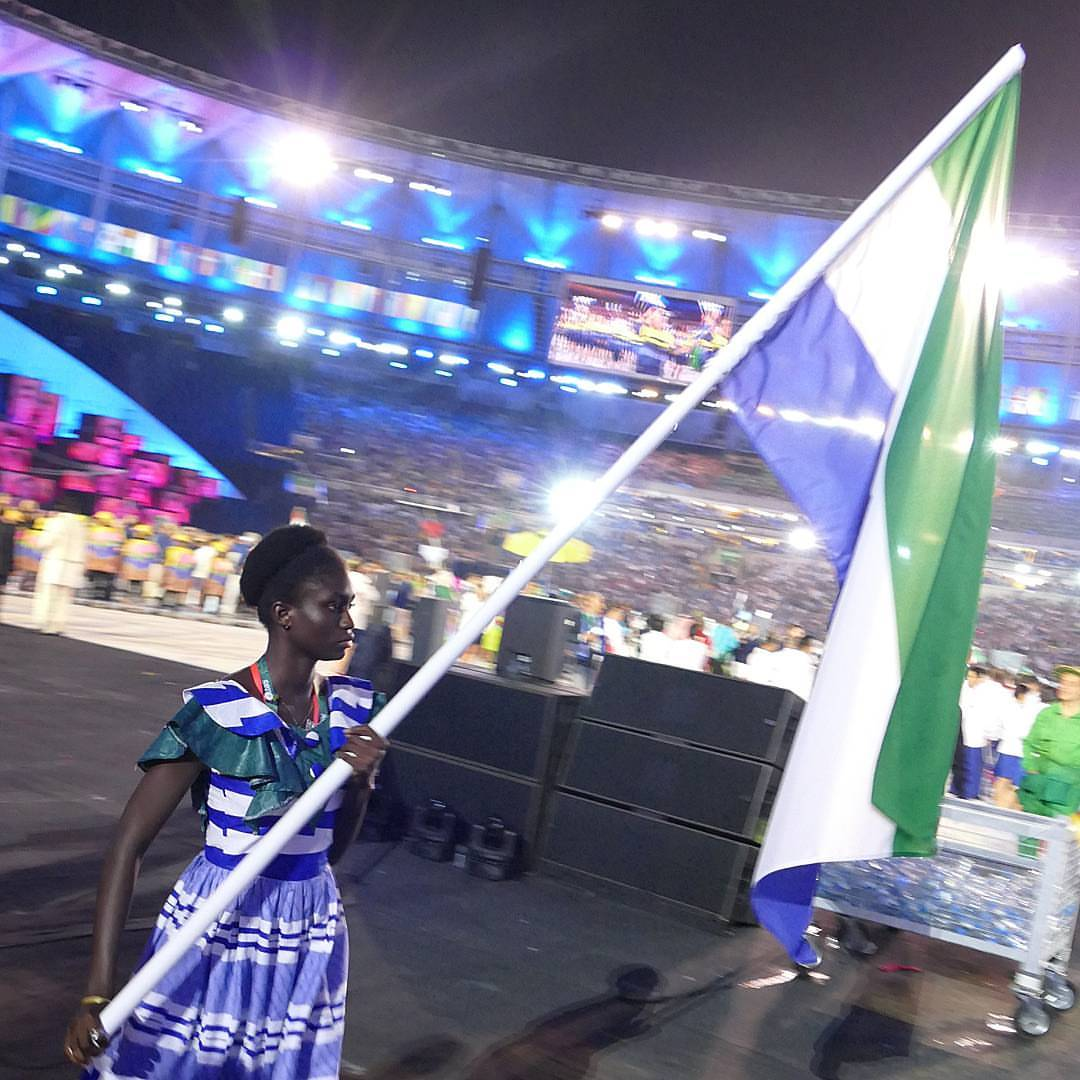
Bunturabie Jalloh als Fahnenträgerin beim Einmarsch der Nationen 2016

Zwei Leichtathleten und ein Boxer bildeten die Mannschaft, die zu den Spielen von Mexiko-Stadt 1968 reiste. Erster Olympionike war der Langstreckenläufer Alifu Massaquoi, der am 13. Oktober 1964 zum 10.000-Meter-Lauf antrat. Zu den Spielen von München 1972 wurden keine Sportler entsandt. Sierra Leone folgte dem Boykottaufruf der afrikanischen Länder und blieb auch den Spielen von Montreal 1976 fern.
Mit 14 Sportlern reiste man 1980 nach Moskau. Zum ersten Mal waren auch Frauen dabei. Erste Olympionikin war am 24. Juli 1980 die 800-Meter-Läuferin Eugenia Osho-Williams. Der erste Sportler, der sich im Verlauf seines Wettkampfes weiter vorkämpfen konnte, war der Halbmittelgewichtsboxer Israel Cole, der in Los Angeles 1984 das Viertelfinale erreichte. In Seoul 1988 nahmen erstmals ein Radsportler und ein Gewichtheber aus Sierra Leone teil.
1996 in Atlanta ging erstmals ein Schwimmer des Landes an den Start. In der Leichtathletik erreichte Eunice Barber im Siebenkampf Platz 5. Barber wechselte danach die Staatsangehörigkeit und ging in der Folgezeit für Frankreich an den Start. Seitdem nahmen nur noch wenige Athleten des Landes teil. Die Mannschaftsgröße schrumpfte 2004 in Athen und 2012 in London auf zwei Teilnehmer. 2016 in Rio de Janeiro waren wieder vier Athleten am Start.

## Übersicht der Teilnehmer

### Sommerspiele
| Jahr      | Athleten           | Athleten           | Athleten           | Sportarten         | Sportarten         | Sportarten         | Sportarten         | Sportarten         | Sportarten         | Medaillen          | Medaillen          | Medaillen          | Medaillen          | Rang               |
| Jahr      | Gesamt             |                    |                    |                    |                    |                    |                    |                    |                    |                    |                    |                    | Medaillen – Gesamt | Rang               |
| --------- | ------------------ | ------------------ | ------------------ | ------------------ | ------------------ | ------------------ | ------------------ | ------------------ | ------------------ | ------------------ | ------------------ | ------------------ | ------------------ | ------------------ |
| 1961–1964 | nicht teilgenommen | nicht teilgenommen | nicht teilgenommen | nicht teilgenommen | nicht teilgenommen | nicht teilgenommen | nicht teilgenommen | nicht teilgenommen | nicht teilgenommen | nicht teilgenommen | nicht teilgenommen | nicht teilgenommen | nicht teilgenommen | nicht teilgenommen |
| 1968      | 3                  | 3                  | 0                  | 1                  |                    |                    | 2                  |                    |                    |                    |                    |                    |                    |                    |
| 1972–1976 | nicht teilgenommen | nicht teilgenommen | nicht teilgenommen | nicht teilgenommen | nicht teilgenommen | nicht teilgenommen | nicht teilgenommen | nicht teilgenommen | nicht teilgenommen | nicht teilgenommen | nicht teilgenommen | nicht teilgenommen | nicht teilgenommen | nicht teilgenommen |
| 1980      | 14                 | 12                 | 2                  | 2                  |                    |                    | 12                 |                    |                    |                    |                    |                    |                    |                    |
| 1984      | 7                  | 6                  | 1                  | 2                  |                    |                    | 5                  |                    |                    |                    |                    |                    |                    |                    |
| 1988      | 12                 | 11                 | 1                  | 2                  | 1                  |                    | 8                  | 1                  |                    |                    |                    |                    |                    |                    |
| 1992      | 11                 | 9                  | 2                  |                    |                    |                    | 11                 |                    |                    |                    |                    |                    |                    |                    |
| 1996      | 14                 | 10                 | 4                  | 1                  |                    |                    | 12                 |                    | 1                  |                    |                    |                    |                    |                    |
| 2000      | 3                  | 2                  | 1                  |                    | 1                  |                    | 2                  |                    |                    |                    |                    |                    |                    |                    |
| 2004      | 2                  | 1                  | 1                  |                    |                    |                    | 2                  |                    |                    |                    |                    |                    |                    |                    |
| 2008      | 3                  | 2                  | 1                  | 1                  |                    |                    | 2                  |                    |                    |                    |                    |                    |                    |                    |
| 2012      | 2                  | 1                  | 1                  |                    |                    |                    | 2                  |                    |                    |                    |                    |                    |                    |                    |
| 2016      | 4                  | 2                  | 2                  |                    |                    |                    | 2                  |                    | 2                  |                    |                    |                    |                    |                    |
| 2020      | 4                  | 2                  | 2                  |                    |                    | 1                  | 1                  |                    | 2                  |                    |                    |                    |                    |                    |
| 2024      | 4                  | 1                  | 3                  |                    |                    | 1                  | 1                  |                    | 2                  |                    |                    |                    |                    |                    |
| Gesamt    | Gesamt             | Gesamt             | Gesamt             | Gesamt             | Gesamt             | Gesamt             | Gesamt             | Gesamt             | Gesamt             | 0                  | 0                  | 0                  | 0                  |                    |

### Winterspiele
| Jahr      | Athleten           | Athleten           | Athleten           | Sportarten         | Medaillen          | Medaillen          | Medaillen          | Medaillen          | Rang               |
| Jahr      | Gesamt             |                    |                    | Sportarten         |                    |                    |                    | Medaillen – Gesamt | Rang               |
| --------- | ------------------ | ------------------ | ------------------ | ------------------ | ------------------ | ------------------ | ------------------ | ------------------ | ------------------ |
| 1961–2022 | nicht teilgenommen | nicht teilgenommen | nicht teilgenommen | nicht teilgenommen | nicht teilgenommen | nicht teilgenommen | nicht teilgenommen | nicht teilgenommen | nicht teilgenommen |
| Gesamt    | Gesamt             | Gesamt             | Gesamt             | Gesamt             | 0                  | 0                  | 0                  | 0                  | 0                  |

### Jugend-Sommerspiele
| Jahr   | Athleten | Athleten | Athleten | Sportarten | Sportarten | Sportarten | Sportarten | Medaillen | Medaillen | Medaillen | Medaillen          | Rang |
| Jahr   | Gesamt   |          |          |            |            |            |            |           |           |           | Medaillen – Gesamt | Rang |
| ------ | -------- | -------- | -------- | ---------- | ---------- | ---------- | ---------- | --------- | --------- | --------- | ------------------ | ---- |
| 2010   | 3        | 1        | 2        |            |            | 3          |            |           |           |           |                    |      |
| 2014   | 6        | 4        | 2        | 4          | 1          |            | 1          |           |           |           |                    |      |
| 2018   | 4        | 2        | 2        | 2          |            | 1          | 1          |           |           |           |                    |      |
| Gesamt | Gesamt   | Gesamt   | Gesamt   | Gesamt     | Gesamt     | Gesamt     | Gesamt     | 0         | 0         | 0         | 0                  |      |

### Jugend-Winterspiele
| Jahr      | Athleten           | Athleten           | Athleten           | Sportarten         | Medaillen          | Medaillen          | Medaillen          | Medaillen          | Medaillen          |
| Jahr      | Gesamt             |                    |                    | Sportarten         |                    |                    |                    | Medaillen – Gesamt | Rang               |
| --------- | ------------------ | ------------------ | ------------------ | ------------------ | ------------------ | ------------------ | ------------------ | ------------------ | ------------------ |
| 2012–2024 | nicht teilgenommen | nicht teilgenommen | nicht teilgenommen | nicht teilgenommen | nicht teilgenommen | nicht teilgenommen | nicht teilgenommen | nicht teilgenommen | nicht teilgenommen |
| Gesamt    | Gesamt             | Gesamt             | Gesamt             | Gesamt             | 0                  | 0                  | 0                  | 0                  |                    |

## Liste der Medaillengewinner

### Goldmedaillen
Bislang (Stand 2024) keine Goldmedaillen.

### Silbermedaillen
Bislang (Stand 2024) keine Silbermedaillen.

### Bronzemedaillen
Bislang (Stand 2024) keine Bronzemedaillen.